# Wenlock Olympian Society Annual Games
Die Wenlock Olympian Society Annual Games aus dem Jahr 1850 sind ein Vorläufer der modernen Olympischen Spiele. Sie werden jedes Jahr in Much Wenlock (Shropshire, England) abgehalten.

## Geschichte
Am 25. Februar 1850 hat die Wenlock Agricultural Reading Society beschlossen etwas für die Verbesserung der körperlichen und geistigen Verfassung der eigenen Bevölkerung zu tun. Hierfür wurde die The Olympian Class gegründet. Der Sekretär der Gesellschaft und treibende Kraft hinter den „Wenlocker Olympischen Spielen“ wurde Dr. William Penny Brookes.
Das erste Treffen fand auf der Wenlocker Rennbahn am 22. und 23. Oktober 1850 statt. Die ersten Spiele waren eine Mischung aus Athletik und traditionellen Sportarten wie Quoits (Ringewerfen), Fußball und Cricket. Aber auch Wettbewerbe wie Schubkarrenrennen wurden ausgetragen.
1860 wurde die Wenlock Olympian Society gegründet.
Baron Pierre de Coubertin besuchte die Olympische Gesellschaft im Jahre 1890, die ein besonderes Fest zu seinen Ehren veranstaltete. Er wurde von Dr. Brookes inspiriert zur Gründung des Internationalen Olympischen Komitees. Brookes wurde als Ehrengast auf dem Gründungskongress des IOC 1894 genannt, obwohl er aus gesundheitlichen Gründen nicht teilnehmen konnte.
Die Wenlocker Olympischen Spiele wurden nach dem Tod Brookes 1895 nur noch gelegentlich durchgeführt mit Wiederaufnahmen 1950 und 1977. Die aktuelle Serie läuft seit 1977 und erhielt die offizielle Anerkennung durch das IOC und die British Olympic Association (BOA), besonders durch Besuche von Ihrer Königlichen Hoheit Prinzessin Anne 1990 für die BOA und Juan Antonio Samaranch 1994 für das IOC.
Eines der beiden Maskottchen für die Olympischen Sommerspiele 2012 in London wurde zu Ehren der Spiele in Wenlock Wenlock genannt.